# Bossancourt
Bossancourt ist eine französische Gemeinde mit 193 Einwohnern (Stand: 1. Januar 2022) im Département Aube in der Region Grand Est. Sie gehört zum Kanton Vendeuvre-sur-Barse im Arrondissement Bar-sur-Aube.
Nachbargemeinden sind:
| Trannes  |                                             | Éclance  |
| Jessains | Kompassrose, die auf Nachbargemeinden zeigt |          |
|          | Dolancourt                                  | Arsonval |

## Bevölkerungsentwicklung
| Jahr                      | 1962 | 1968 | 1975 | 1982 | 1990 | 1999 | 2008 | 2018 |
| ------------------------- | ---- | ---- | ---- | ---- | ---- | ---- | ---- | ---- |
| Einwohner                 | 174  | 159  | 154  | 143  | 236  | 236  | 206  | 202  |
| Quelle: Cassini und INSEE |      |      |      |      |      |      |      |      |

## Sehenswürdigkeiten
- Schloss von Bossancourt
- Kirche Mariä Himmelfahrt (Église de l’Assomption-de-Notre-Dame)